# Український музей Канади
Український музей Канади — мережа музеїв по всій Канаді, які пропагують українське культурне життя, з особливим акцентом на досвід канадської української діаспори.

## Вступ
Український музей Канади – це мережа музеїв по всій Канаді, які пропагують українське культурне життя. Штаб-квартира мережі знаходиться в Саскатуні, де в 1941 році Союзом українок Канади був створений перший музей. Однією із співзасновників була активістка і письменниця Савелла Стечишин. Спочатку музей розміщувався в Могилянському українському інституті, а в 1980 переїхав у власну будівлю.
У 1944 році було створено філію в Едмонтоні.

## Розташування

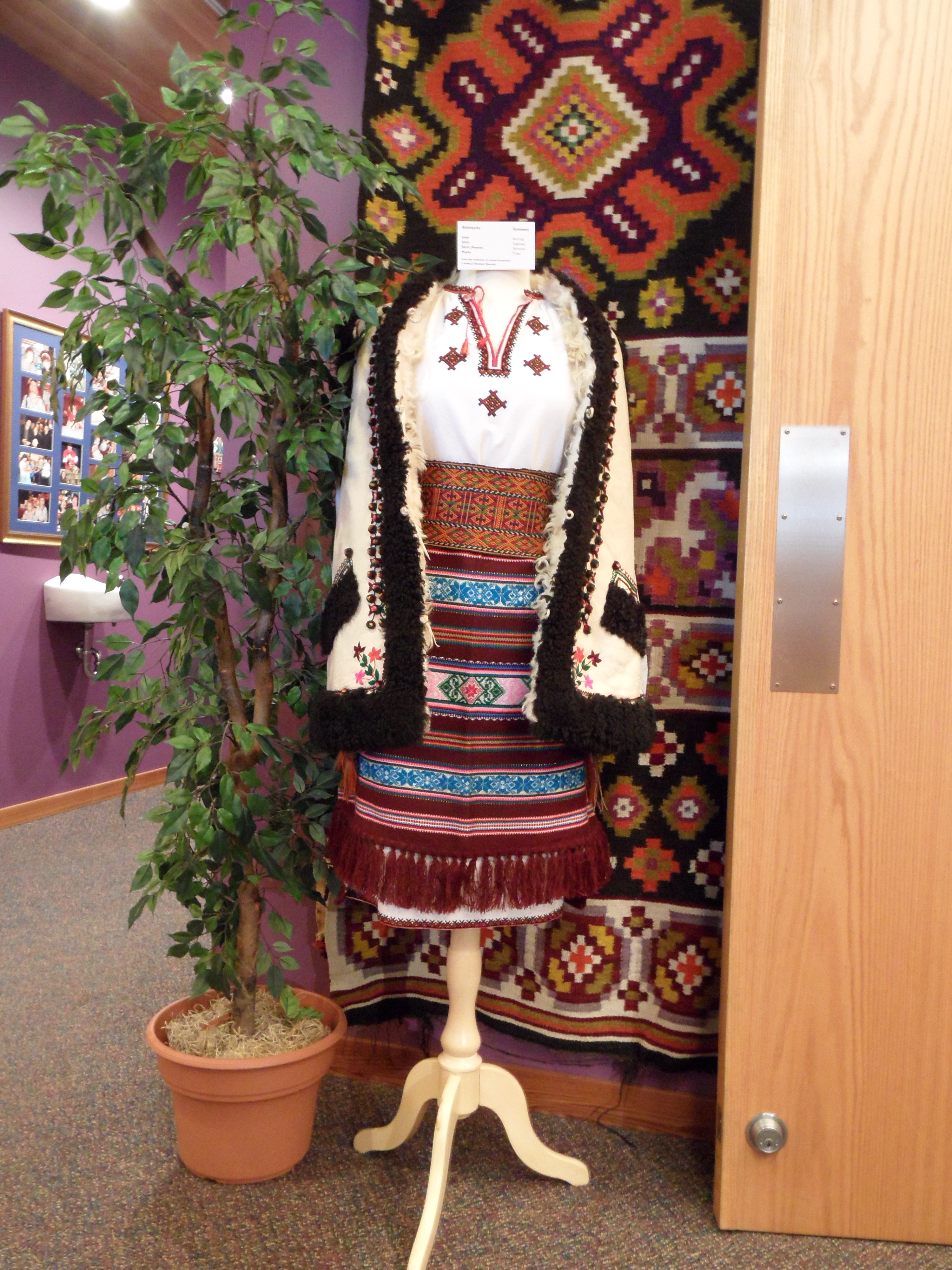
Традиційне вбрання в Українському музеї Канади, філія не вказана

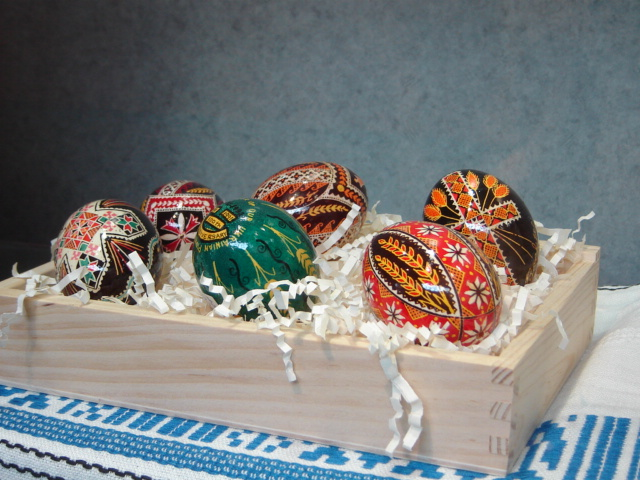
Писанки на виставці в міжнародному аеропорту імені Джона Г. Діфенбейкера

Мережа музеїв має філії в Саскатуні,  Вінніпезі,  Торонто,  Едмонтоні,  Калгарі та Ванкувері. Музеї мають колекції, які спеціалізуються на народному мистецтві, текстилі та предметах суспільної історії, пов’язаних із досвідом українців Канади. У 2020 році філія в Торонто спільно з Центром корінних канадців Торонто курувала виставку бісероплетіння.
У 2022 році у відповідь на вторгнення Росії в Україну музеї відзначили збільшення кількості відвідувачів та інтересу до своїх колекцій.

## Список музеїв
- Український музей Канади, філія в Альберті [14]
- Український музей Канади, Колекція в Калгарі [15]
- Український музей Канади, філія в Манітобі [16]
- Український музей Канади, філія в Онтаріо [17]
- Український музей Канади, Саскатун [18]